# Fallen (minissérie)
Fallen é uma minissérie de ação, aventura e drama dividida em três partes e produzida e exibida pela ABC Family. A primeira parte foi lançada originalmente como um telefilme (ABC Family Original Movie) em 23 de julho de 2006, dirigida por Mikael Salomon e escrita por Sara B. Cooper, que adaptou a série de livros The Fallen do autor Thomas E. Sniegoski. Um ano depois, foi seguida por outras duas partes de igual duração ao longo de um fim de semana.
A minissérie foi exibida no Brasil a partir de 12 de fevereiro de 2008, legendada pela HBO e com o título Anjos Caídos.

## Sinopse
Quando Aaron Corbett completa 18 anos, ele começa a ouvir animais e ver anjos. Aaron descobre que tem poderes para salvar vidas e tem uma missão: dar a redenção aos anjos caídos na terra. Com isso, cai numa cilada promovida por Lúcifer para que ele possa voltar ao Céu e tomar o lugar de Deus.

## Elenco

### Principais
- Paul Wesley como Aaron Corbett
- Rick Worthy como Camael
- Lisa Lackey como Verchiel
- Fernanda Andrade como Vilma Rodriguez
- Chelah Horsdal como Lori Corbett
- Russell Porter como Tom Corbett
- Alex Ferris como Stevie Corbett
- Tom Skict como Zeke
- Hal Ozsan como Azazel

### Convidados
- Ivana Milicevic como Ariel
- Will Yun Lee como Mazarin
- Rade Šerbedžija como Prof. Lukas Grasic

### Convidado especial
- Bryan Cranston como Portador da luz / Lúcifer

### Outros
- Doolittle como Gabriel o Cachorro falante
- Christian Vincent como Miguel
- Natassia Malthe como Gadreel
- Byron Lawson como Kushiel
- Jesse Hutch como Peter Lockhart
- Diego Klattenhoff como Nathaniel
- Sharon Canovas como Prima de Vilma
- Stuart Cowan como David Brady
- Carmen Lavigne como Filha de Zeke
- Ty Olsson como Hawkins
- Malcolm Stewart como Dr. Michael Jonas
- Peter Williams como Kolazonta
- Kwesi Ameyaw como Policial
- Jennifer Kitchen como Motorista

## Exibição original
Quatro livros originais de Thomas E. Sniegoski foram adaptados por Sara B. Cooper para um telefilme de duas horas que estreou em 2006. O "The" foi retirado do título, tornando-se simplesmente Fallen. Duas outras partes foram ao ar no ano seguinte, cada uma com uma junção de dois episódios e duração de duas horas. Fallen em seguida foi referida como uma "série limitada". Os quatro episódios foram dirigidos por Kevin Kerslake e escritos por Tim Huddleston.
- Parte 1: The Beginning
  - Fallen: Telefilme de duas horas – 23 julho de 2006
- Parte 2: The Journey
  - The Time of the Redeemer – 4 de agosto de 2007
  - Mysterious Ways and All That – 4 de agosto de 2007
- Parte 3: The Destiny
  - Someone Always Has to Die – 5 de agosto de 2007
  - Il Gran Rifuto – 5 de agosto de 2007

## Lançamento em DVD
Três itens foram lançados pela Image Entertainment em 4 de maio de 2010, Estados Unidos.
- Fallen (Partes 1–3)[6]
- Fallen: The Beginning (Partes 1 e 2)[7]
- Fallen: The Destiny (Parte 3)[8]

## Resumo
| Ano | Título                   | Duração      |
| --- | ------------------------ | ------------ |
| 2006 | "Parte 1: The Beginning" | 1 h. 23 min. |
| No décimo oitavo aniversário de Aaron Corbett, ele começa exibindo habilidades estranhas, tais como a capacidade de falar com o seu cão, Gabe, e outros animais, levando à conclusão de que ele é um Nefilim, a prole de um ser humano e um anjo. Agora Aaron deve defender a si mesmo e sua família dos Powers, anjos guerreiros despachados à Terra para eliminar as "abominações" Nefilins, enquanto tenta encontrar um jeito de viver uma vida normal. Ele faz amizade com Ezequiel, um excêntrico mas bondoso anjo caído, e com o ex-líder dos Powers, arcanjo Camael. É revelado que Aaron é o Redentor da profecia, um Nefilim com a capacidade de "resgatar" os anjos caídos e devolvê-los para o Céu. Depois de uma batalha com os Powers, resultando na morte aparente de Ezequiel, Aaron deixa sua família adotiva e junta-se a Camael a fim de cumprir o seu destino. |                          |              |
| 2007 | "Parte 2: The Journey"   | 1 h. 25 min. |
| Um ano depois, Aaron ainda está viajando ao redor do mundo com Camael e seu cão Gabriel, redimindo os anjos caídos que ele encontra e se esforçando para escapar da ira dos Powers. Um anjo caído conhecido como Azazel é liberado de sua prisão por uma figura sombria, que pede sua ajuda para "auxiliar o Redentor a cumprir o seu destino." Camael, depois de ter sido ferido em uma batalha com os Powers, vai até Ariel, um anjo caído que tem o poder de curar e que também é o líder de uma organização que protege os Nefilins e os Caídos dos Powers. Camael é colocado em um transe para ele se curar, dando a Aaron a liberdade de fazer o que ele deseja. Aaron visita uma universidade próxima, apesar das tentativas anteriores de Camael para mantê-lo próximo. Na faculdade, ele descobre um professor obsessivo que capturou um Nefilim, que acaba por ser Vilma Rodriguez, antiga paixão colegial de Aaron. Aaron resgata Vilma, mas no processo, alerta os Powers sobre o seu paradeiro, por ter perdido o controle e criado uma labareda de fogo que apontou sua posição. Camael chega para defender Aaron e Vilma de Mazarin, o líder dos Powers, e suas forças, mas é capturado. Aaron e Vilma, no entanto, são salvos por Azazel, que também tinha respondido ao sinal. Azazel os leva até o subsolo, enganando-os, dizendo-lhes que Camael está morto, quando na verdade ele não está. Mazarin começa a interrogar Camael dentro de uma igreja abandonada. Camael tenta desesperadamente mostrar que Aaron é uma parte do plano divino de Deus, mas Mazarin se recusa a ouvir e corta as asas de Camael como punição. Aaron começa a duvidar de si mesmo, e Azazel conta para ele sobre um homem conhecido como "o Portador da Luz", um homem que fez a profecia inicial do Redentor (Aaron) e que poderia ajudar a acalmar suas suspeitas de que suas habilidades são de alguma forma erradas. Aaron, no entanto, está inseguro e inicialmente se recusa a usar seus poderes em um caído que chega até ele para a redenção. Mas quando Aaron descobre que o caído não tem muito tempo de vida, ele lhe dá a redenção, alertando os Powers mais uma vez. Recusando-se a correr, Aaron decide enfrentá-los, mesmo que isso signifique a sua morte. |                          |              |
| 2007 | "Parte 3: The Destiny"   | 1 h. 23 min. |
| Aaron e Azazel derrotam os Powers, e forçam Mazarin e sua segunda comandante a voltarem. Quando os dois retornam, descobrem que Camael conseguiu fugir com a ajuda de um rato. Camael retorna para Ariel para obter ajuda. Aaron, Vilma, Gabriel, e Azazel viajam até uma montanha onde o templo de Portador Luz fica. Enquanto isso, Mazarin é visitado por Miguel, que lhe diz que se ele deseja derrotar a verdadeira ameaça Azazel, ele terá que se juntar com o Redentor. Mazarin vai até Camael e Ariel, e diz a eles sobre Azazel. Em seguida, ele relutantemente concorda em uma aliança, e os quatro partem para encontrar Aaron. Agora no templo Portador Luz, Aaron se aventura sozinho no interior, apesar das objeções de Vilma, que acredita que algo não parece certo. Ele vai para dentro para encontrar o homem, e é revelado que o Portador da luz não é apenas o verdadeiro pai de Aaron, mas Lúcifer, o primeiro caído e líder da Grande Rebelião contra Deus no Céu. Vilma decide que Aaron está lá há muito tempo e começa a avançar para o templo, mas Azazel a interrompe; depois de um breve confronto, ele lhe dá uma pista sobre quem realmente é o Portador da luz, perguntando: "O que é Portador da luz em latim? Vilma imediatamente entende (Lúcifer). Ela se aventura no templo com Gabriel, apenas para descobrir seu próprio inferno pessoal, em que o professor lhe captura novamente. Lúcifer consegue convencer Aaron de redimi-lo, mas ao tocar no pai Aaron recebe uma visão que o faz se recusar, e então um Lúcifer irritado surge e leva Aaron para o Inferno, onde ele conta sobre Vilma. Lúcifer diz a Aaron que se ele redimi-lo, permitindo-lhe voltar ao céu para conquistar Deus, ele irá libertar o seu único amor. Vilma, no entanto, consegue escapar do inferno, levando à conclusão de Aaron que o único preso no inferno é Lúcifer. Fora do templo, Mazarin e os outros lutam contra Azazel, e o derrotam, deixando-o inconsciente. No Inferno, Aaron e Lúcifer lutam um contra o outro. Aaron derrota Lúcifer, então foge a tempo de resgatar Camael que ficou severamente enfraquecido, o retornando para o céu. Mazarin finalmente aceita Aaron como parte do plano de Deus e se recusa a caçar mais Nefilins ou Caídos. Mazarin em seguida devolve Azazel para a prisão, enquanto Aaron, Vilma, e Gabriel decidem voltar para casa. |                          |              |